# Tirà crestat de l'illa de Grenada
El tirà crestat de l'illa de Grenada (Myiarchus nugator) és un ocell de la família dels tirànids (Tyrannidae).

## Hàbitat i distribució
Habita boscos oberts i matolls de les Petites Antilles, a les illes de Grenada, Grenadines i Saint Vincent.